# Tipula (Pterelachisus) carinifrons violovitshi
Tipula (Pterelachisus) carinifrons violovitshi is een ondersoort van de tweevleugelige Tipula (Pterelachisus) carinifrons uit de familie langpootmuggen (Tipulidae). De ondersoort komt voor in het Palearctisch gebied.